# Spandauer Vorortbahn
| Bahnhof Heerstraße an der Spandauer Vorortbahn |                      |                                               |                                               |
| Streckennummer: | 6025                 |                                               |                                               |
| Kursbuchstrecke (DB): | 200.75, 200.9        |                                               |                                               |
| Kursbuchstrecke: | 98a (S-Bahn 1934)    |                                               |                                               |
| Streckenlänge: | 8,8 km               |                                               |                                               |
| Spurweite: | 1435 mm (Normalspur) |                                               |                                               |
| Stromsystem: | 750 V =              |                                               |                                               |
| |                      |                                               |                                               |
| \| \| \| von Hannover und Hamburg \| \| \| \| 21,4 \| Berlin-Spandau \| Berlin-Spandau \| \| \| \| Havel \| \| \| \| 20,5 \| Berlin-Stresow \| Berlin-Stresow \| \| \| \| \| \| \| \| \| nach Berlin Jungfernheide \| \| \| \| \| nach Berlin-Ruhleben Gbf \| \| \| \| 17,3 \| Berlin Pichelsberg \| Berlin Pichelsberg \| \| \| 16,2 \| Berlin Olympiastadion \| Berlin Olympiastadion \| \| \| \| \| \| \| \| 14,9 \| Berlin Heerstraße \| Berlin Heerstraße \| \| \| \| Gleisanschluss Messegelände \| \| \| \| \| \| \| \| \| 13,6 \| Berlin Messe Süd (Eichkamp) \| Berlin Messe Süd (Eichkamp) \| \| \| \| von Berlin-Wannsee \| \| \| \| \| Ringbahn-Güterstrecke \| \| \| \| \| \| \| \| \| 12,6 \| Berlin Westkreuz Ringbahn (Turmbahnhof, tief) \| Berlin Westkreuz Ringbahn (Turmbahnhof, tief) \| \| \| \| \| \| \| \| \| nach Berlin-Charlottenburg \| \| |                      |                                               |                                               |
| Strecke von rechts · Abzweig geradeaus und von rechts |                      | von Hannover und Hamburg                      | von Hannover und Hamburg                      |
| Dienststation / Betriebs- oder Güterbahnhof · Bahnhof · S-Kopfbahnhof Streckenanfang | 21,4                 | Berlin-Spandau                                | Berlin-Spandau                                |
| Brücke über Wasserlauf · Brücke über Wasserlauf · Brücke über Wasserlauf |                      | Havel                                         | Havel                                         |
| Strecke · Strecke · S-Bahn-Halt | 20,5                 | Berlin-Stresow                                | Berlin-Stresow                                |
| Strecke von links · Kreuzung geradeaus unten · Kreuzung geradeaus unten · Strecke nach rechts |                      |                                               |                                               |
| Strecke · Strecke · Abzweig geradeaus und nach links |                      | nach Berlin Jungfernheide                     | nach Berlin Jungfernheide                     |
| Strecke · Strecke nach links · Kreuzung geradeaus oben |                      | nach Berlin-Ruhleben Gbf                      | nach Berlin-Ruhleben Gbf                      |
| S-Bahnhof · Strecke | 17,3                 | Berlin Pichelsberg                            | Berlin Pichelsberg                            |
| S-Bahnhof · Strecke | 16,2                 | Berlin Olympiastadion                         | Berlin Olympiastadion                         |
| Strecke nach links · Strecke von rechts · Strecke |                      |                                               |                                               |
| S-Bahn-Halt · Strecke | 14,9                 | Berlin Heerstraße                             | Berlin Heerstraße                             |
| Strecke nach halblinks · Strecke nach halbrechts · Abzweig geradeaus und nach links |                      | Gleisanschluss Messegelände                   | Gleisanschluss Messegelände                   |
| Strecke von halblinks · Strecke von halbrechts · Strecke |                      |                                               |                                               |
| Strecke · S-Bahn-Halt · Strecke | 13,6                 | Berlin Messe Süd (Eichkamp)                   | Berlin Messe Süd (Eichkamp)                   |
| Abzweig geradeaus und von rechts · Abzweig geradeaus und von rechts · Strecke |                      | von Berlin-Wannsee                            | von Berlin-Wannsee                            |
| Kreuzung geradeaus oben · Kreuzung geradeaus unten · Abzweig quer und nach links |                      | Ringbahn-Güterstrecke                         | Ringbahn-Güterstrecke                         |
| |                      |                                               |                                               |
| Kreuzung geradeaus oben · Turm-S-Bahnhof geradeaus unten | 12,6                 | Berlin Westkreuz Ringbahn (Turmbahnhof, tief) | Berlin Westkreuz Ringbahn (Turmbahnhof, tief) |
| |                      |                                               |                                               |
| Strecke · Strecke |                      | nach Berlin-Charlottenburg                    | nach Berlin-Charlottenburg                    |

Die Spandauer Vorortbahn, auch bekannt als Spandauer Vorortstrecke, Westbahn, Grunewaldbahn oder Olympiabahn, ist eine Strecke der S-Bahn in Berlin, die 1907–1909 unter anderem zur Entlastung der bestehenden Strecke von der Stadtbahn zum Bahnhof Spandau, des sogenannten Hamburger Stadtbahnanschlusses, gebaut wurde. Seitdem benutzt der Fernverkehr die ältere Strecke ohne Zwischenhalte, während der Vorortverkehr (Nahverkehr) die neuere Strecke befährt und mehrere Stationen bedient.

## Verlauf

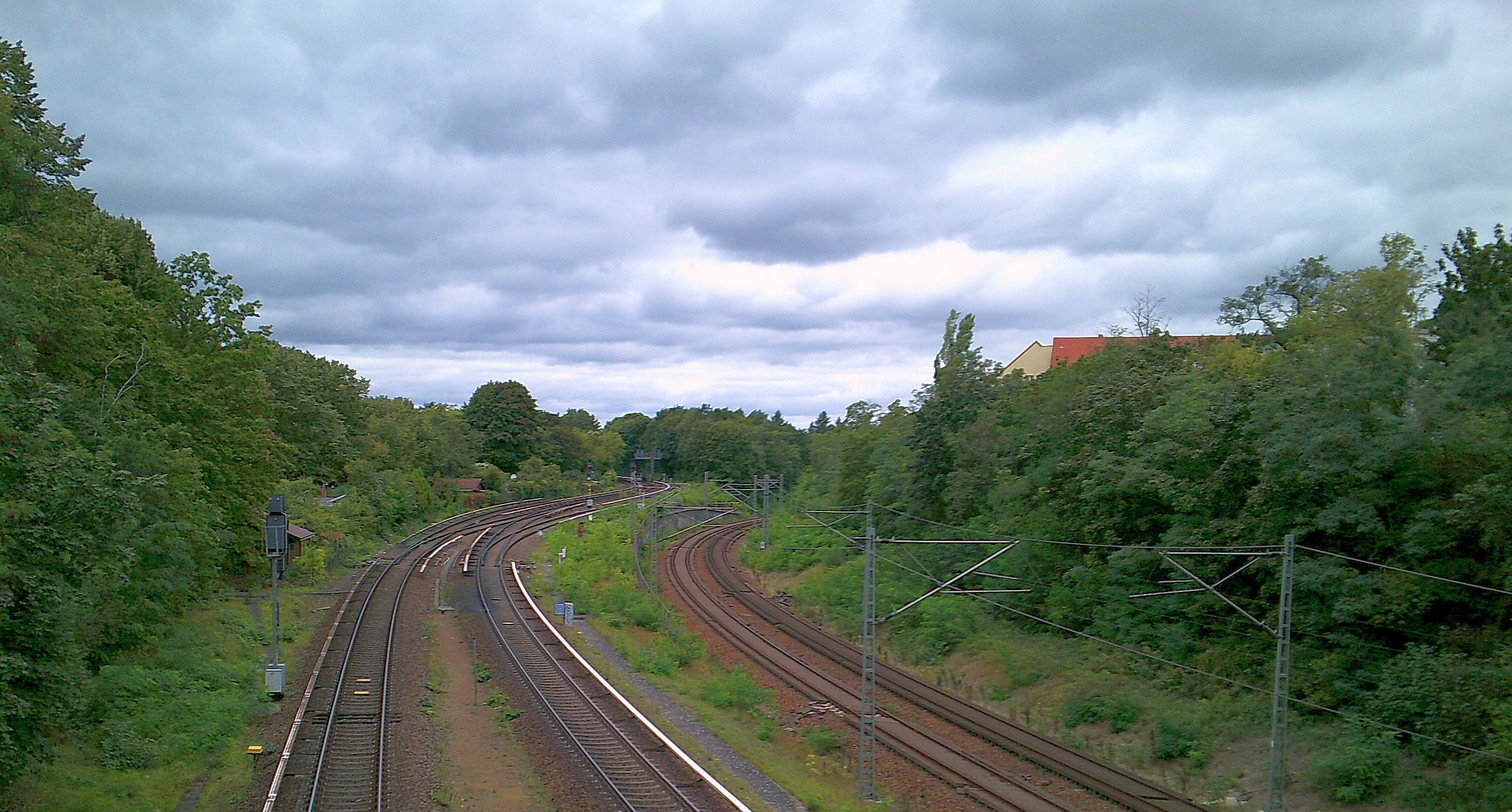
Nördlich des Bahnhofs Heerstraße trennen sich die Vorortbahn (links) und der Hamburger Stadtbahnanschluss (rechts)

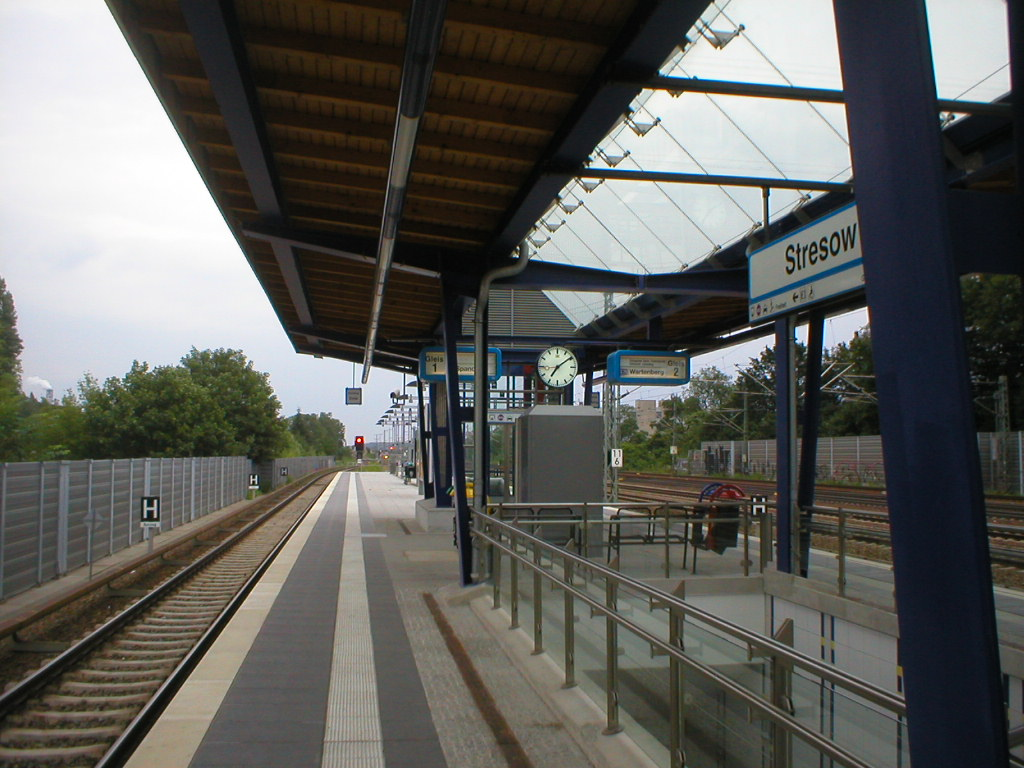
Bahnhof Stresow

Die Strecke beginnt am Bahnhof Westkreuz in Verlängerung der Stadtbahn, verläuft dann parallel neben der Fernverkehrs-Trasse, schwenkt nördlich des Bahnhofs Heerstraße nach Westen in Richtung Bahnhof Berlin Olympiastadion und beim Bahnhof Pichelsberg nach Norden. In diesem Bereich durchquert sie den nördlichen Rand des Grunewalds bzw. die Naturschutzgebiete Tiefwerder Wiesen und Murellenschlucht und Schanzenwald. Auf dem letzten Kilometer vor dem Bahnhof in Spandau verläuft sie parallel zu Lehrter Bahn und Hamburger Bahn. Der neu angelegte Teil der Trasse wechselt von Dammlage in Einschnittlage und zurück in Dammlage. Die dadurch bedingten Erdbewegungen (Aushub und Anschüttungen) waren in Relation zur Streckenlänge für Berliner Verhältnisse außerordentlich.

## Geschichte
Die 1906–1909 im nördlichsten Teil des Grunewalds erbaute Rennbahn Grunewald wurde für mehr Zuschauer konzipiert als die bereits bestehenden Rennbahnen in der Umgebung Berlins. Für den erwarteten Besucherandrang wurde ein Anschluss an den Eisenbahn-Nahverkehr geplant, der außerdem den damals zur Erschließung anstehenden Wohnquartieren südlich der Rennbahn zu beiden Seiten der Döberitzer Heerstraße zugutekommen sollte. Aus Sicht der Eisenbahnverwaltung war der ausschlaggebende Grund für den Streckenbau allerdings die dringend notwendige Entlastung des Hamburger Stadtbahnanschlusses. Hinzu kam, dass die Olympischen Sommerspiele 1916 in Berlin stattfinden sollten, die aber schließlich wegen des Ersten Weltkriegs abgesagt wurden. Dafür wurde nach ersten Planungen im Jahr 1907 bereits 1912–1913 das Deutsche Stadion im Innengelände der Rennbahn erbaut, das wie die Rennbahn eine gute Verkehrsanbindung benötigte.
Mit dem Bau der Spandauer Vorortbahn entstanden die 1909 eröffneten Bahnhöfe Heerstraße, Rennbahn und Pichelsberg. Der Bahnhof Rennbahn wurde 1936 in Reichssportfeld und 1950 in Olympiastadion umbenannt; Teil dieses Bahnhofs war eine große Kopfstation mit acht Bahnsteiggleisen, die nur bei Großveranstaltungen auf der Rennbahn und im Stadion in Betrieb war. Der Bahnhof Stresow ist der ursprüngliche, 1997 für den Fernverkehr durch eine Neuanlage ersetzte Bahnhof Spandau.
Die Trennung von Fern- und Nahverkehr erfolgte zunächst erst nördlich des Bahnhofs Heerstraße, also am Abzweig der Spandauer Vorortbahn in Richtung Westen. In den 1920er Jahren erfolgte ein umfassender Streckenausbau und -neubau, als zur Vergrößerung des Messegeländes am Funkturm die gemeinsame Trasse der Spandauer Vorortbahn und des Hamburger Stadtbahnanschlusses südlich des Bahnhof Heerstraße nach Südwesten in ihre heutige Lage verschwenkt wurde. Auf dieser neuen Trasse wurden auch separate Nahverkehrs-Gleise verlegt, sodass der Nahverkehr zum ebenfalls neuerbauten Turmbahnhof Ausstellung, seit 1932 Westkreuz, am Kreuzungspunkt von Wetzlarer Bahn, Spandauer Vorortbahn und Ringbahn geleitet wurde, während der Fernverkehr an dieser Station vorbei zum Bahnhof Charlottenburg und auf die Ferngleise der Stadtbahn gelangte. Außerdem wurde dabei der an der Wetzlarer Bahn gelegene Bahnhof Eichkamp geschlossen und ein gleichnamiger Neubau an der neuen Trasse der Spandauer Vorortbahn eröffnet. Bereits einige Wochen vor Abschluss der Bauarbeiten verkehrten auf dieser Strecke die neuen elektrischen S-Bahn-Triebzüge der DR-Baureihe ET 165 bis nach Spandau.
Für die Olympischen Sommerspiele 1936 wurden die Rennbahn Grunewald und das Deutsche Stadion abgerissen und an ihrer Stelle das heutige Olympiastadion errichtet. Im Zusammenhang damit erhielt der nun in Reichssportfeld umbenannte Bahnhof einen zusätzlichen Zugang von der Trakehner Allee zu dem nur bei Großveranstaltungen betriebenen Kopfbahnhof-Teil, außerdem wurden dessen Zufahrtsgleise bereits in Höhe des Bahnhofs Heerstraße aus der eigentlichen Vorortbahn-Trasse ausgefädelt.
Im Zweiten Weltkrieg hatten die alliierten Luftangriffe und die Schlacht um Berlin keine großen Auswirkungen auf die Strecke, der Regelbetrieb konnte schnell wieder aufgenommen werden, dennoch erreichten die Fahrgastzahlen nicht mehr das Niveau von früher, denn der S-Bahn-Boykott der West-Berliner zeigte auch hier seine Auswirkungen. Wie für die meisten Strecken des West-Berliner S-Bahn-Netzes kam die Betriebseinstellung mit dem Reichsbahnerstreik am 17. September 1980.

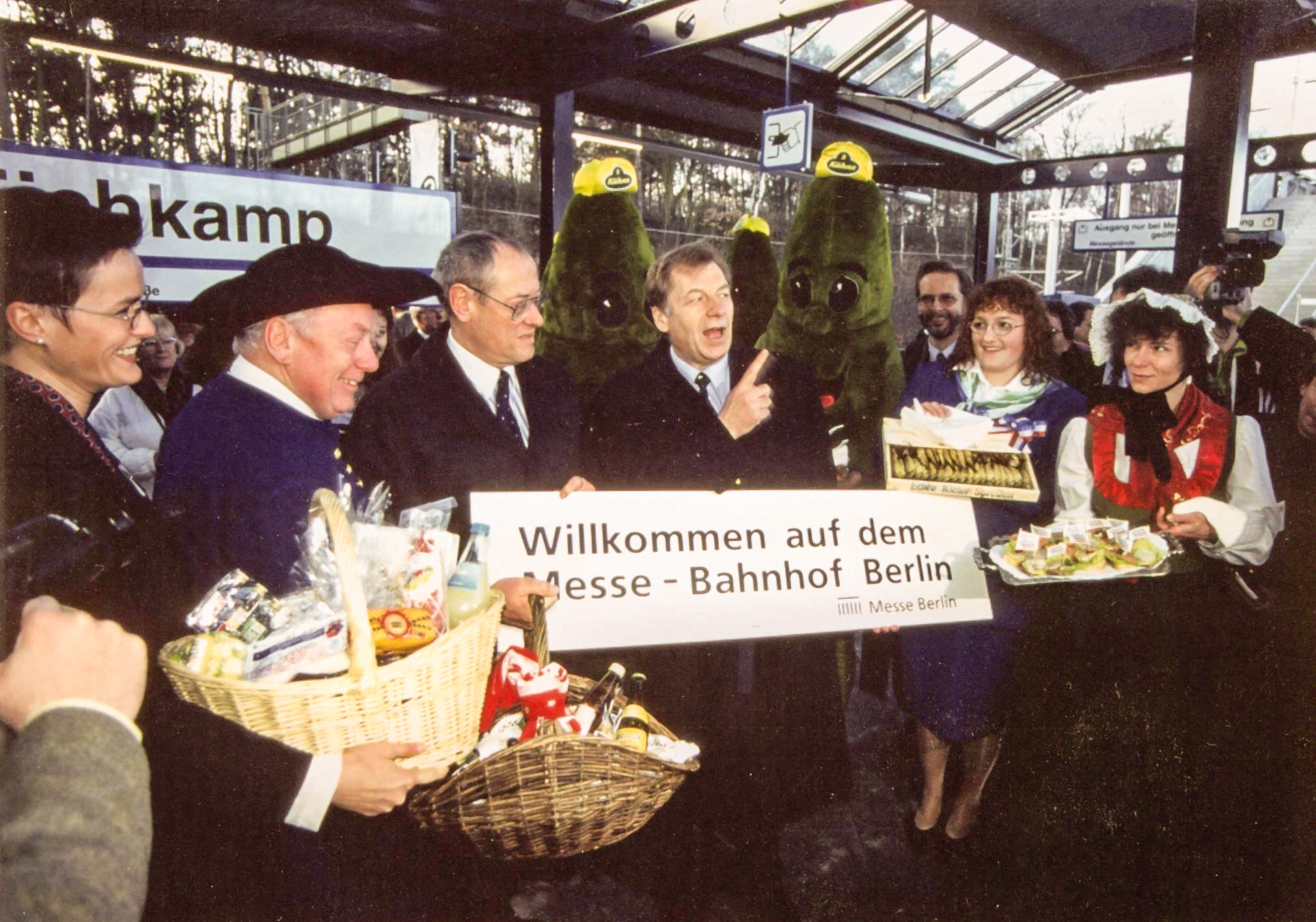
Wiedereröffnung der Strecke Westkreuz – Pichelsberg am 16. Januar 1998 mit dem damaligen Regierenden Bürgermeister Eberhard Diepgen

Es dauerte fast 18 Jahre, bis wieder ein Zug auf der Strecke fuhr: Am 16. Januar 1998 wurde zunächst von Westkreuz bis Pichelsberg der Verkehr wiederaufgenommen, am 30. Dezember desselben Jahres reichte die Verbindung wieder bis Spandau. Der Wiederaufbau der 4,9 Kilometer langen Strecke zwischen Pichelsberg und Spandau kostete 136 Millionen Mark (kaufkraftbereinigt in heutiger Währung: rund 111,91 Millionen Euro).
Im Jahr 2002 wurde als bisher letzte Maßnahme auf der Strecke der Bahnhof Eichkamp in Messe Süd (Eichkamp) umbenannt. Die Umbenennung, die auch den an der Ringbahn gelegenen Bahnhof Witzleben (heute: Messe Nord/ZOB) betraf, sollte einen stärkeren Bezug zum Messegelände herstellen, stieß aber auf Protest der Bewohner der Siedlung Eichkamp. Die beiden Bahnhöfe werden bei Ausstellungen wie der Grünen Woche und der Funkausstellung stark genutzt. Die Kosten der Umbenennung trug die Berliner Messegesellschaft.